# Louis Timmermans (politicus)
Louis Timmermans (Oostende, 20 september 1925 - aldaar, 6 oktober 2007) was een Belgische liberaal politicus. Hij was burgemeester van Florennes.

## Biografie
Timmermans werd geboren in Oostende, waar hij tijdens zijn kindertijd schilder James Ensor kende. Zijn vader, commodore Georges Timmermans, was zeeman en zou na de Tweede Wereldoorlog een rol spelen in de oprichting van de Belgische Zeemacht. Louis Timmermans trad in de voetsporen van zijn vader en trad tijdens de oorlog vrijwillig in dienst bij de Belgische afdeling van de Royal Navy. Na de oorlog was hij actief in de ontmijning van Het Kanaal en de Scheldemonding en in 1947 was hij geattacheerd aan de marinebasis van New Orleans.
Na zijn middelbare studies in Brussel behaalde Timmermans een graduaat aan het landbouwinstituut van Gembloers. Na zijn huwelijk in 1950 ging hij in Hanzinelle wonen, waar hij de aardewerkfabriek van zijn schoonfamilie leidde. Na de sluiting van het bedrijf in 1973 nam hij tot zijn pensioen een commercieel-technische functie bij het verfbedrijf Trimetal op. In 1989 overleed zijn echtgenote. In 1993 huwde hij met zijn tweede vrouw.

## Politiek
Timmermans werd ook politiek actief. Hij werd gemeenteraadslid in zijn woonplaats Hanzinelle. Na de gemeentelijke fusies bleef hij ook in fusiegemeente Florennes politiek actief en hij werd er in 1977 een legislatuur schepen. Na de volgende verkiezingen werd hij vanaf 1984 burgemeester van Florennes. Hij bleef burgemeester tot 2001.